# Oscinella flavitibia
Oscinella flavitibia är en tvåvingeart som beskrevs av Oswald Duda 1933. Oscinella flavitibia ingår i släktet Oscinella och familjen fritflugor. Inga underarter finns listade i Catalogue of Life.